# گلاسکو ویلیج (میزوری)
گلاسکو ویلیج (به انگلیسی: Glasgow Village) یک منطقهٔ مسکونی در ایالات متحده آمریکا است که در شهرستان سنت لوئیس، میزوری واقع شده‌است. گلاسکو ویلیج ۲٫۴ کیلومتر مربع مساحت و ۵٬۴۲۹ نفر جمعیت دارد و ۱۵۲ متر بالاتر از سطح دریا واقع شده‌است.